# Guoqing si
Guoqing si (Klasztor Niezmąconej Czystości/Niezmąconego Spokoju Państwa, chiń. upr. 国清寺; chiń. trad. 國清寺; pinyin Guóqīngsì) – chiński klasztor, miejsce narodzin chińskiej szkoły tiantai.

## Historia klasztoru
Klasztor został wybudowany w 598 roku, w czasie panowania dynastii Sui. Powstał na górze Tiantai, na jej południowym zboczu i znajduje się w odległości około pięciu kilometrów na północ od śródmieścia powiatu Tiantai i około 220 kilometrów od miasta Hangzhou. Jego pierwotna nazwa to Tiantaishan si - Klasztor na Górze Tiantai. Klasztor został wybudowany według projektu narysowanego przez mnicha Zhiyi (智顗) (538-597).
Klasztor ten jest miejscem, w którym Zhiyi stworzył doktrynalne zasady chińskiej szkoły buddyjskiej tiantai, która oderwała się od wzorców buddyzmu indyjskiego. Stąd nauki tej tradycji zostały przeniesione do Korei i do Japonii podczas panowania dynastii Tang (618-907). Mniej więcej w połowie lat 70. VI wieku Zhiyi, czwarty patriarcha szkoły tiantai (chociaż był założycielem szkoły, z szacunku dla prekursorów i nauczycieli został czwartym patriarchą), wraz z uczniami opuścił miasto Jingling (obecny Nankin) w prowincji Jiangsu i przybył na górę Tiantai. Mnich Dingguang doradził mu zbudowanie na tej górze klasztoru, w celu zapewnienia państwu pokoju. Zhiyi wybrał miejsce i narysował projekt klasztoru. Budowę rozpoczęto w 575 roku i zakończono w 598 roku. Kierował nią mnich Guanding, który został uznany za piątego patriarchę szkoły.
W okresie Tang mnich Jianzhen z tego klasztoru, udał się do Japonii z wielką ilością sutr. W roku 804 do klasztoru Guoqing przybył mnich japoński Zuicheng (jap. Saichō) w celu zdobycia sutr. Po powrocie do Japonii założył szkołę tendai (chiń. tiantai) i wybudował klasztor Yanli w stylu Quoqing si. Wkrótce na górę Tiantai zaczęli przybywać inni mnisi japońscy. W ciągu ostatnich 20 lat, kontakty te zostały odnowione i mnisi japońscy kilkakrotnie przebywali w klasztorze Guoqing. 
Od czasów dynastii Tang, klasztor przechodził okresy rozkwitu i upadku. Największa akcja renowacji klasztoru została przeprowadzona za panowania cesarza Yongzhenga (pan. 1722–1735).
Chociaż pierwotnie był to klasztor szkoły tiantai, obecnie należy do szkoły chan.
W roku 1973 odnowiono lub odbudowano większość budynków klasztornych. Obecnie powierzchnia zajmowana przez klasztor wynosi około 23000 metrów kwadratowych. Składa się z 14 budynków zawierających 600 pomieszczeń, takich jak m.in. Wielki Budynek Śakjamuniego, Budynek Pięciuset Arahantów i Budynek Mnicha Jigonga.
W 1983 roku klasztor stał się jedną ze 142 głównych świątyń buddyzmu chińskiego.
Z klasztorem tym związane są opowieści o tym, jak bodhisattwa Guanyin usługiwała mnichom podając im ryż

## Obiekty architektoniczne i inne
Klasztor ten uchodzi z jeden z najbardziej zintegrowanych dużych kompleksów świątynnych w Chinach. Zbudowany jest na czterech wertykalnych osiach, na których znajdują się główne budynki kompleksu: Budynek Maitrei, Budynek Wielkiego Bohatera (Mahawiry), Budynek Guanyin, Budynek Sutr, Budynek Opata, Wieża Dzwonu, Wieża Bębna itd. Poza nimi znajdują się na terenie klasztoru stupy czy też pagody: Guoqingta, Suita, Qifota i Pamiątkowa Pagoda mnicha Yixinga (683-727).
- Główny Budynek (Budynek Mahawiry - Wielkiego Bohatera lub Siakjamuniego)

Wewnątrz znajduje się posąg Śakjamuniego odlany z brązu. Waży trzynaście ton, mierzy 6.8 metra wysokości i pochodzi z okresu panowania dynastii Ming (1368–1644). Po obu stronach Buddy stoją posągi siedzących osiemnastu arhatów, w grupach po dziewięć figur i wyrzeźbionych w drewnie nanmu w okresie dynastii Yuan (1271–1368). Za tą grupą znajduje się fresk Wiodący Ludzie z Przyziemności do Buddyzmu, bardzo delikatny i posiadający dużą wartość artystyczną.
- Po lewej stronie Głównego Budynku

stoi Pawilon Śliwy, przed którym rośnie antyczna śliwa. Uważa się, że to ponadtysiąctrzystuletnie drzewo zostało zasadzone przez pierwszego opata klasztoru Guandinga w okresie dynastii Sui, stąd jego popularna nazwa Śliwa Sui. Być może jest to najstarsza śliwa w Chinach.
- Pagoda Guoqing (Guoqingta)

Ta wysoka murowana pagoda została wybudowana w 597 roku. Czyni to ją jedną z najstarszych istniejących do dziś murowanych pagód w Chinach, zaraz po 40-metrowej pagodzie Songyue (chiń. Songyueta) pochodzącej z roku 523. 
- Przed frontem bramy do klasztoru, na tarasie, stoi rząd siedmiu stup. Między innymi znajduje się tam stupa poświęcona mnichowi-astronomowi - Yixingowi (683-727) - należąca do najstarszych stup w Chinach.
Na ostatnim i najwyższym poziomie klasztoru znajduje się budynek poświęcony mistrzowi Zhiyi oznaczony napisem Zhizhe ("Mędrzec"), który to tytuł został mu nadany przez cesarza.

## Adres klasztoru
- Guoqingsi, Guoqing Road, Tiantai County, Zhejiang 317200, China

## Galeria

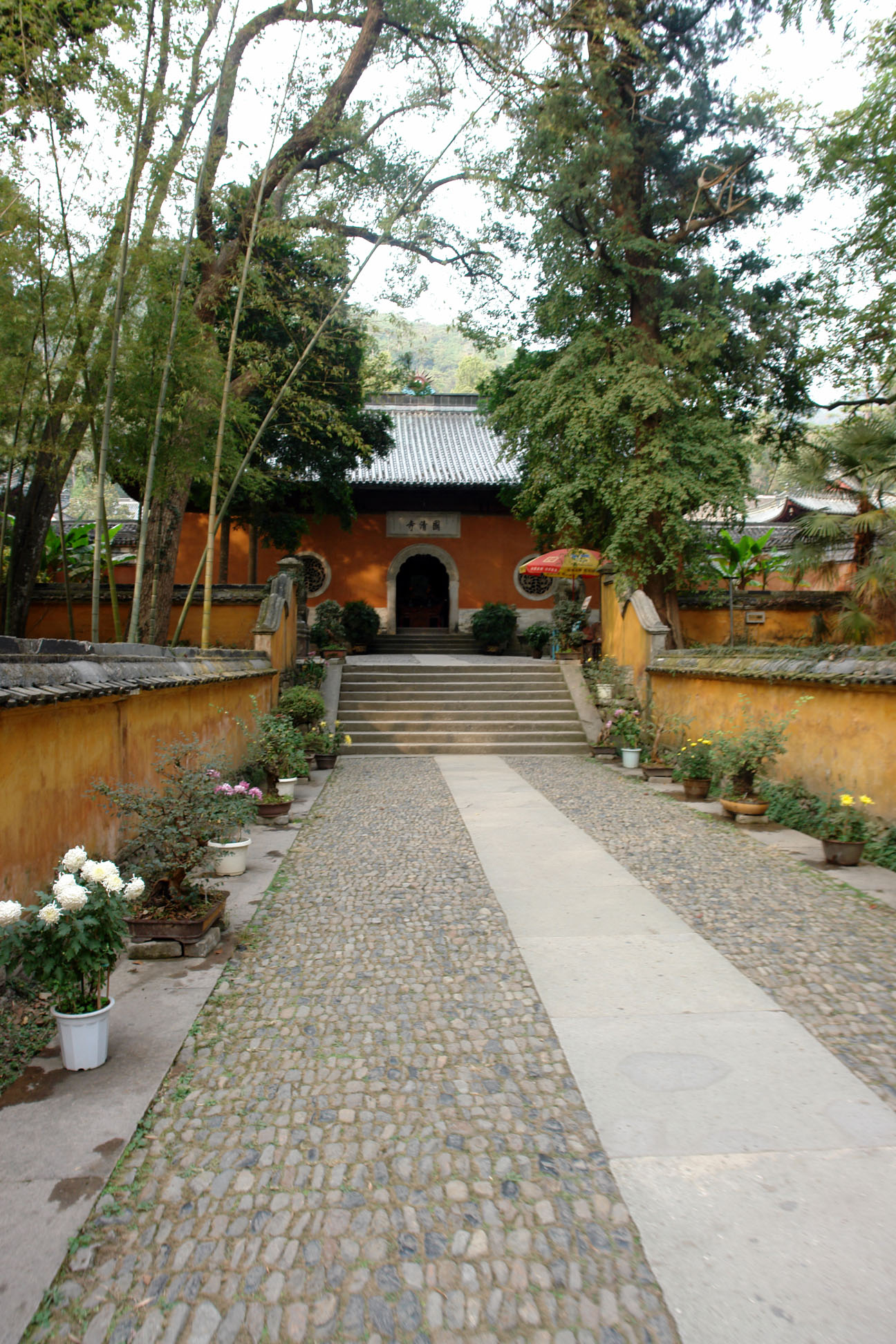
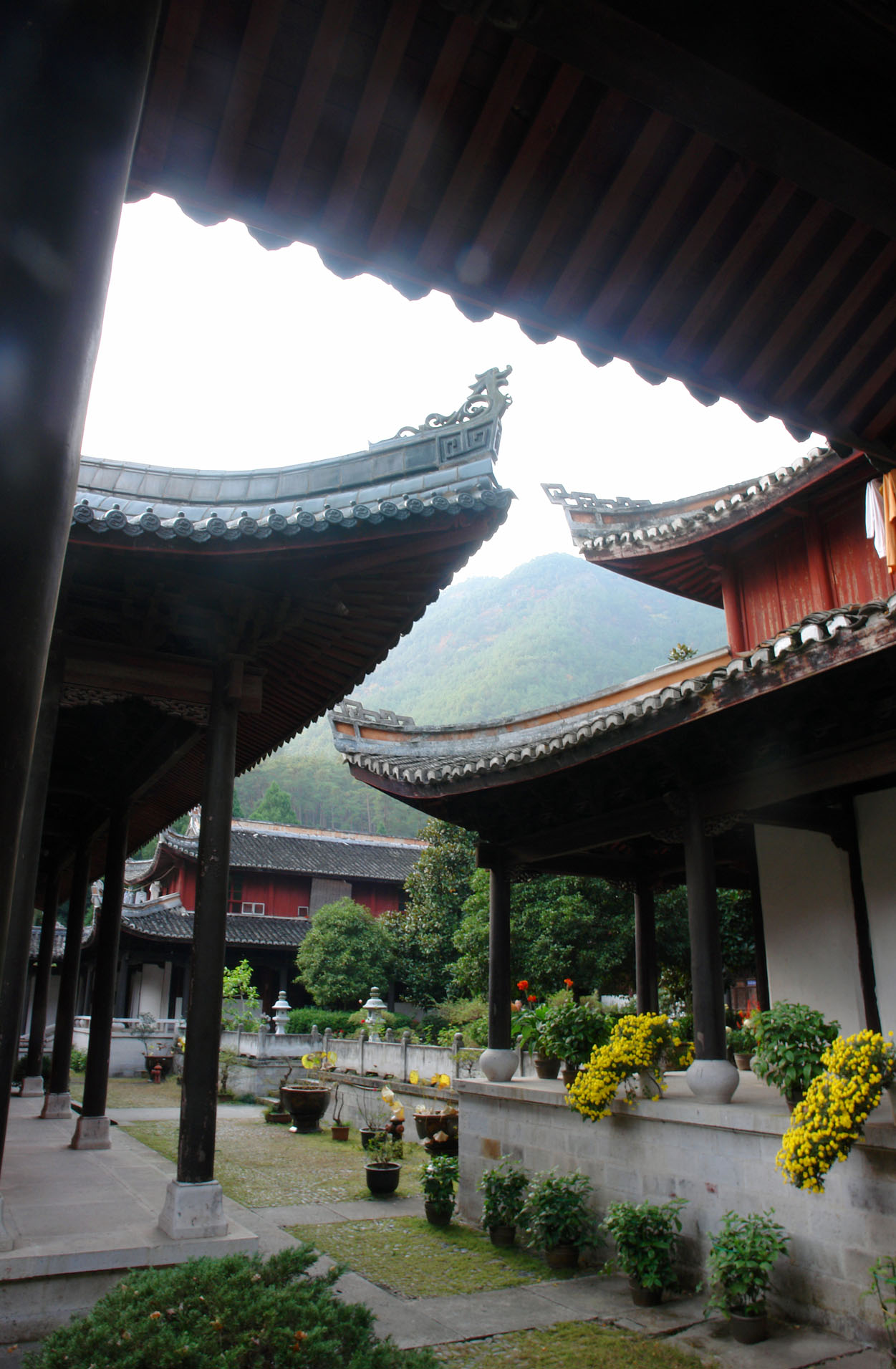
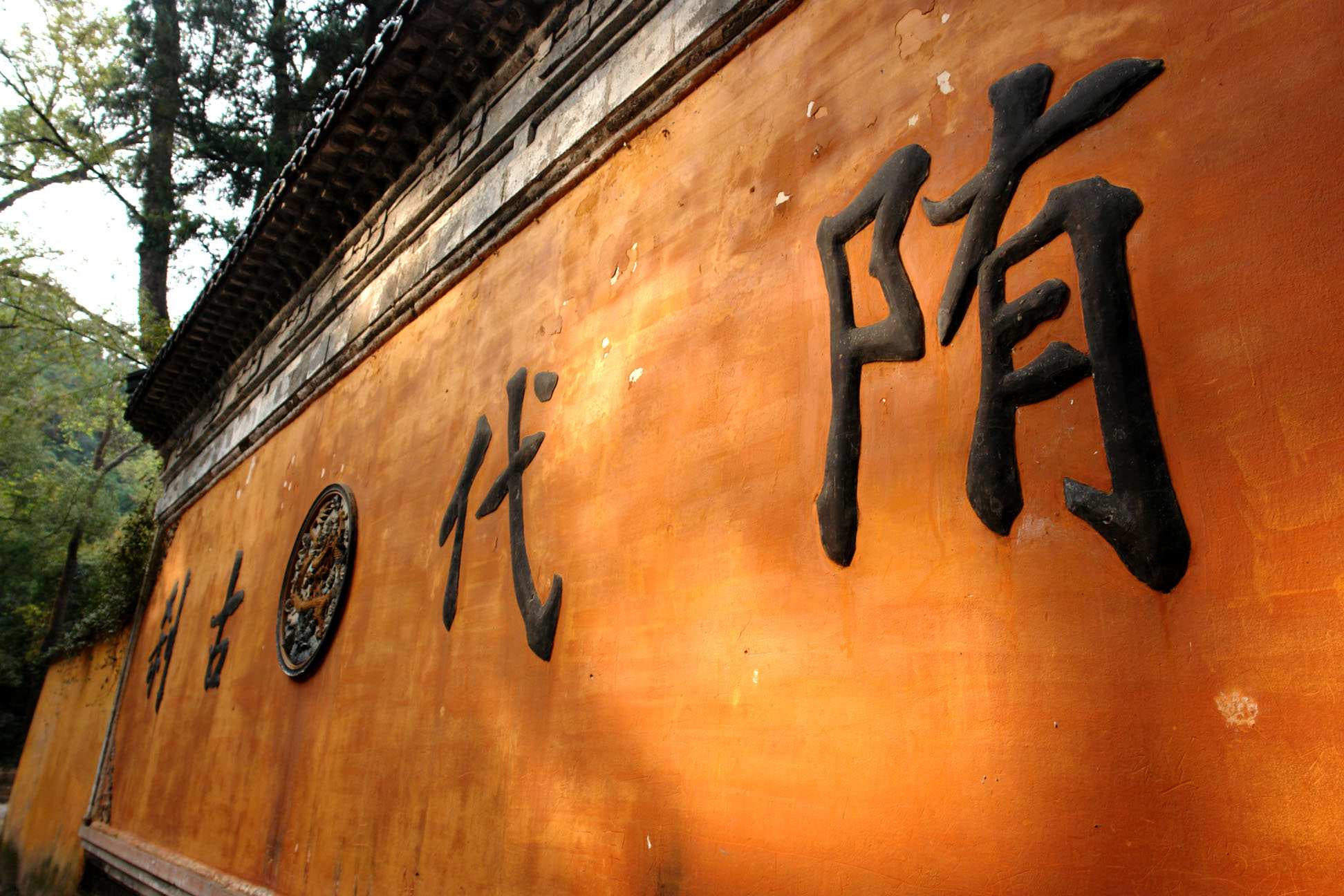
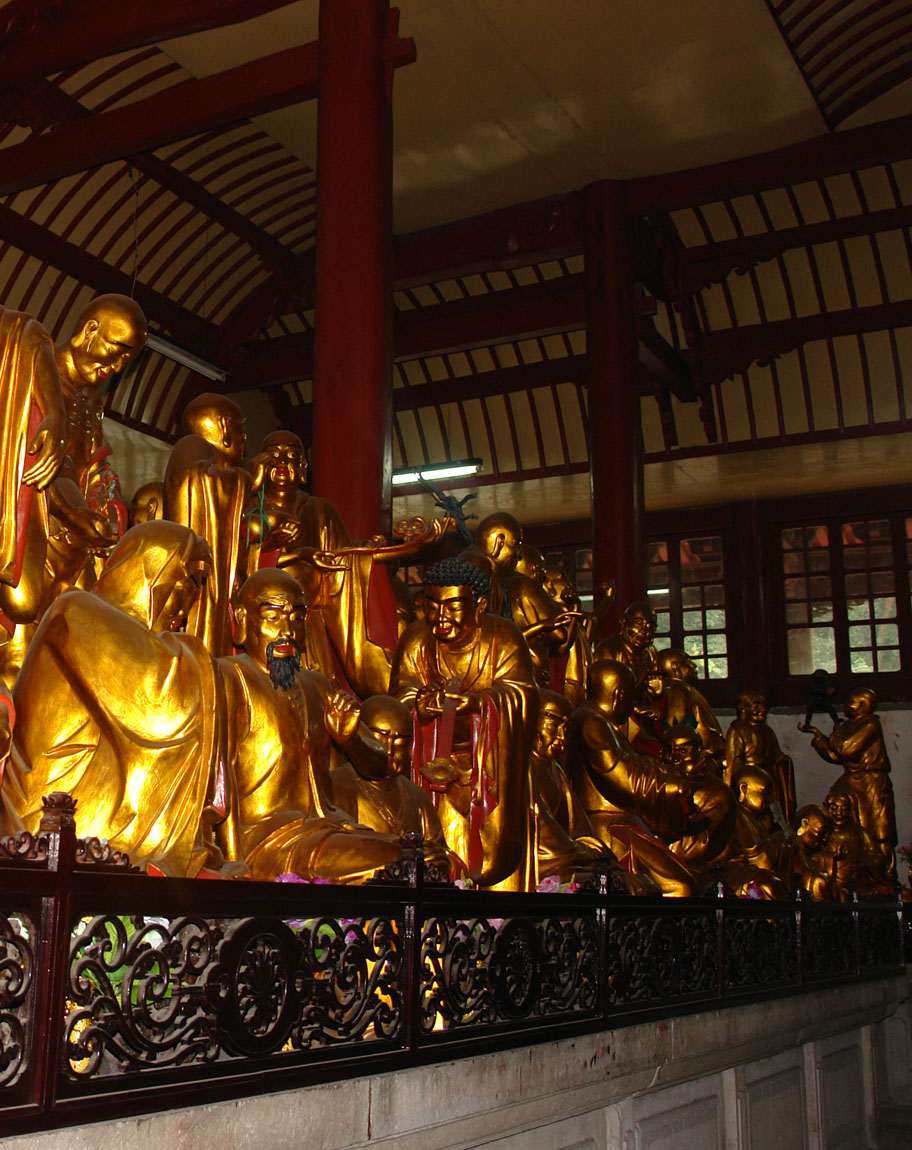
Wnętrze Budynku Pięciuset Arhatów
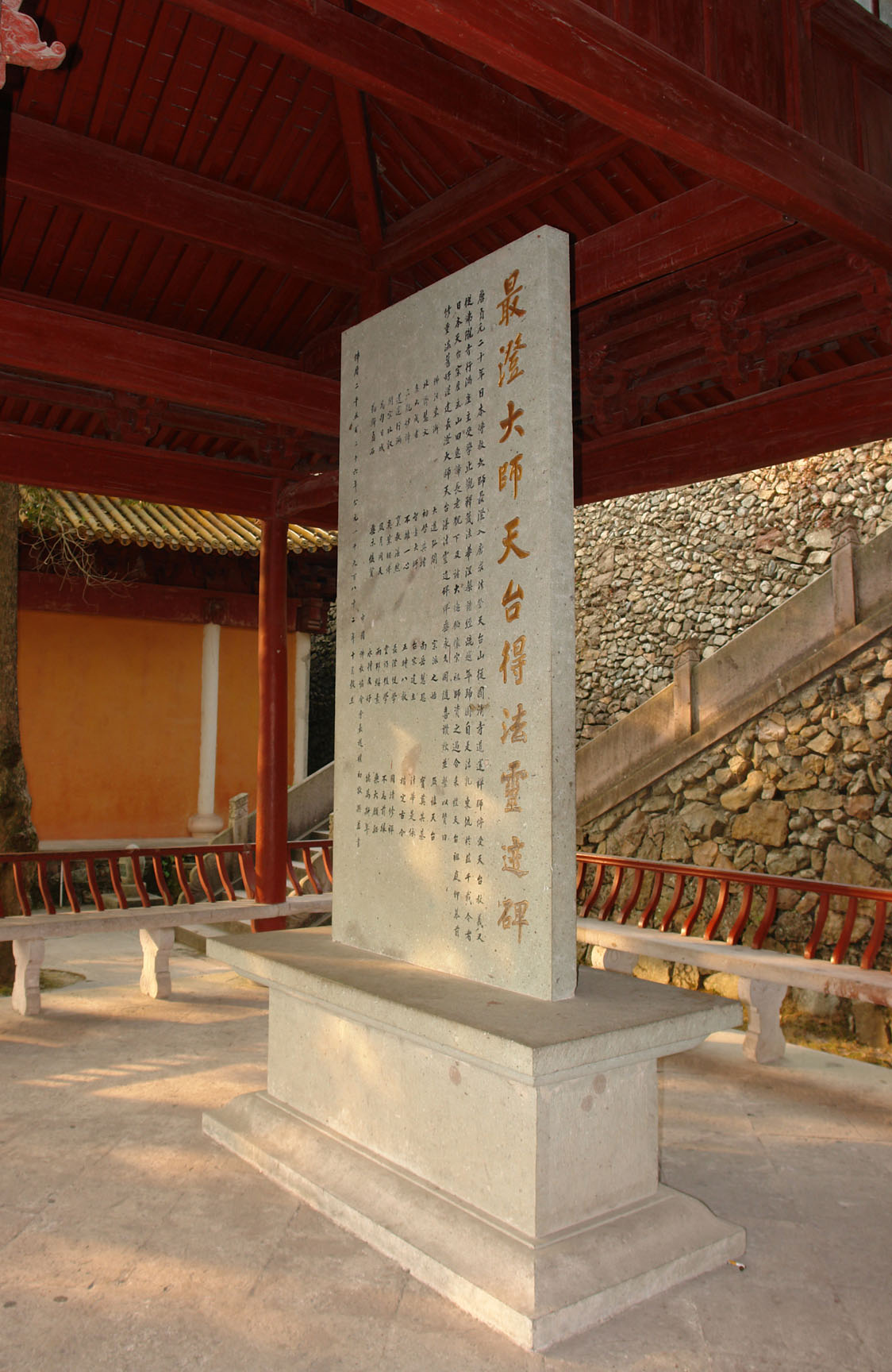
Stela klasztorna